# Kurume
Kurume (japanisch 久留米市, -shi) ist eine Großstadt in der Präfektur Fukuoka auf der Insel Kyūshū in Japan.
Bekannt ist Kurume für seine Azaleen. Die Stadt hat eine Blumenpartnerschaft mit Nagai in der Präfektur Yamagata.

## Geographie
Kurume liegt südlich von Fukuoka und nördlich von Kumamoto.

## Geschichte
Kurume ist eine alte Burgstadt. Von der Burg Kurume aus regierten in der Edo-Zeit die Arima mit einem beträchtlichen Einkommen von 210.000 Koku in der Provinz Chikugo.
Am 1. April 1889 wurde der Ort zur kreisfreien Stadt (shi) erhoben. Kurume war bis Ende des Zweiten Weltkriegs eine Basis der Armee.
Im Ersten Weltkrieg hielt man hier deutsche Soldaten aus Tsingtao bis 1920 in Gefangenschaft. Das Tempellager wurde am 4. Oktober 1914 eingerichtet, dazu gab es das Nebenlager Korodai, zum Jahresende 1914 mit gesamt 531 Insassen. Zusammengefasst wurden diese zum neuerrichteten Barackenlager am 8. Juni 1915. Höchstbelegung war 1315 Mann.

## Sehenswürdigkeiten
- Ishibashi Kunstmuseum

## Verkehr
- Straßen:
  - Kyūshū-Autobahn

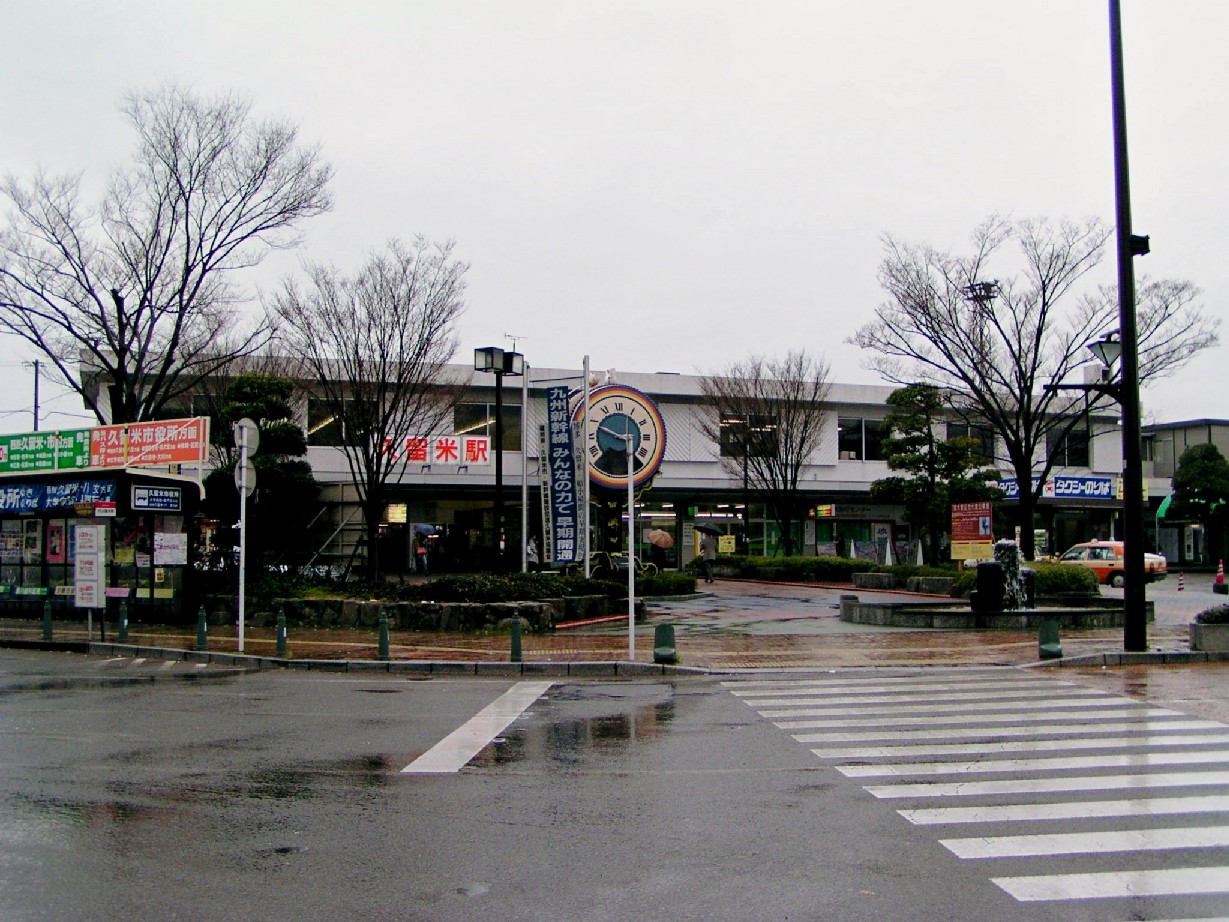
Bahnhof Kurume

  - Nationalstraße 3: nach Kitakyūshū oder Kagoshima
  - Nationalstraßen 209, 210, 264, 322, 385
- Eisenbahn:
  - JR Kagoshima-Hauptlinie: nach Kitakyūshū oder Kagoshima
  - JR Kyūdai-Hauptlinie: nach Ōita
  - JR Kyūshū-Shinkansen: nach Fukuoka oder Kagoshima
  - Nishitetsu Tenjin-Ōmuta-Linie: nach Fukuoka oder Ōmuta

## Wirtschaft und Infrastruktur
Kurume ist ein Industrie- und Handelszentrum für die Chikugo-Ebene, die von der Landwirtschaft geprägt wird. Wichtige Erzeugnisse sind Baumwolle, Kautschukprodukte, aber auch Lacke und Chemikalien.
In Kurume befinden sich die Universität Kurume und die Technische Hochschule Kurume.

## Söhne und Töchter der Stadt
- Tanaka Hisashige (1799–1881), Erfinder und Unternehmer
- Maki Izumi (1813–1864), japanischer Gegner des Bakufu
- Ishibashi Shōjirō (1889–1976), Unternehmer
- Ishii Mitsujirō, (1889–1981), Politiker, Ehrenbürger der Stadt
- Koga Harue (1895–1933), Maler
- Akamatsu Kaname (1896–1974), Wirtschaftswissenschaftler
- Takada Rikizō (1900–1992), Maler
- Satō Tatsuo (1904–1974), Jurist
- Tomonori Toyofuku (1925–2019), Bildhauer
- Kiyonori Kikutake (1928–2011), Architekt
- Yoshika Fujita (1929–1999), Maler
- Leiji Matsumoto (1938–2023), Mangaka und Regisseur
- Shigeko Hirakawa (* 1953), Künstlerin
- Kōichi Nakano (* 1955), Radsportler
- Seiko Matsuda (* 1962), Sängerin und Schauspielerin
- Izumi Sakai (1967–2007), Sängerin
- Hisashi Jōgo (* 1986), Fußballspieler
- Reina Tanaka (* 1989), Schauspielerin
- Shunsuke Imamura (* 1998), Radrennfahrer
- Yoshiyuki Ogata (* 1998), Sportkletterer

## Angrenzende Städte und Gemeinden
- Präfektur Fukuoka
  - Ogōri
  - Asakura
  - Chikugo
  - Ōkawa
  - Ukiha
  - Yame
  - Ōki
  - Hirokawa
  - Hoshino
  - Tachiarai
- Präfektur Saga
  - Tosu
  - Kanzaki
  - Miyaki

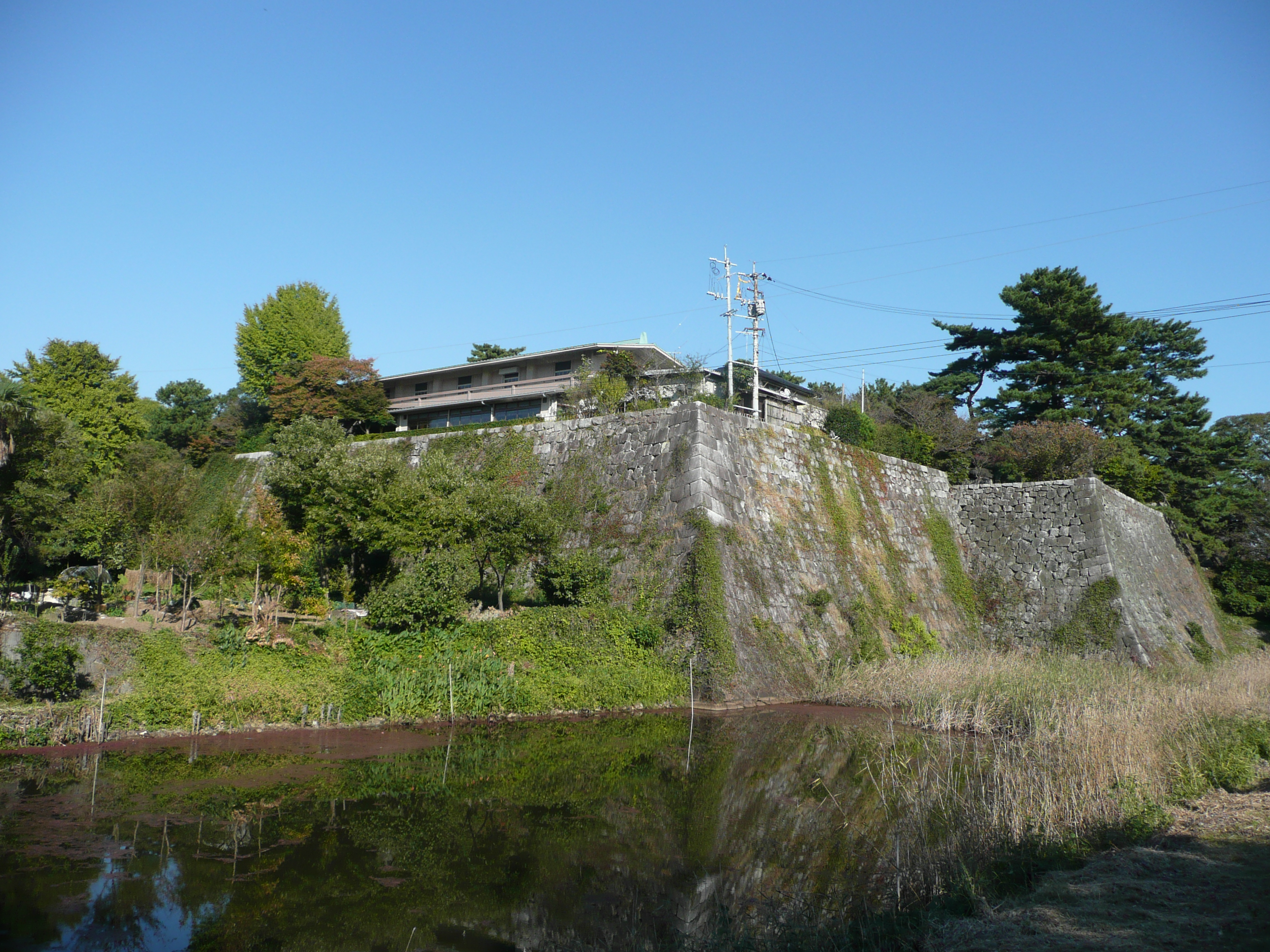
Kurume Castle
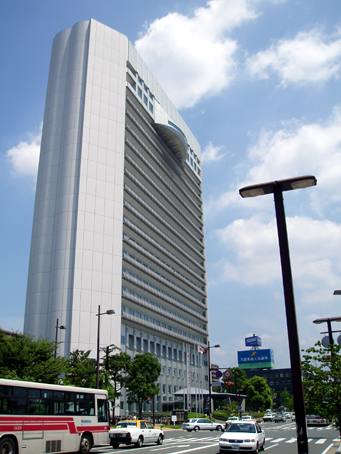
Rathaus von Kurume